# Coracina caeruleogrisea
El oruguero picogrueso (Coracina caeruleogrisea) es una especie de ave paseriforme en la familia Campephagidae.

## Distribución y hábitat
Se lo encuentra en Indonesia y Papúa Nueva Guinea.
Sus hábitats naturales son los bosques bajos húmedos subtropicales o tropicales y los bosques montanos húmedos subtropicales o tropicales.